# 大江站 (泰来县)
大江站是位于黑龙江省泰来县大江村的一个铁路车站，邮政编码162408。车站建于1962年，有平齐铁路经过该站，现不办理客货运业务，车站及其上下行区间均未电气化。车站距离四平站509公里，隶属哈尔滨铁路局，是五等站。